# Rodrigo Piracés González
Rodrigo Piracés González (Chile, Santiago, 1968 - Chile, Concepción, 2024) fue un Chileno, escultor y poeta; artista visual, docente, gestor cultural en el campo de la producción artística y Premio Regional de Artes Visuales 2022. Licenciado en Artes Plásticas, con mención en escultura, radicado en la Región del Bio-Bío desde el año 2006, año que inicia como docente en la Universidad de Concepción. Su trayectoria artística es vasta, participando de en variadas exposiciones individuales y colectivas a nivel nacional e internacional, con importantes reconocimientos a largo de su trayectoria artística. Se desempeñó desde el año 2018 como Director de Extensión y Pinacoteca de la Universidad de Concepción.

## Trayectoria en las Artes Visuales
El camino de Rodrigo Piracés González en las artes visuales se inicia en la década de 1990, primeramente como artista autodidacta para luego con 10 años de experiencia en las artes ingresa a la prestigiosa Escuela de Artes de la Universidad de Chile. Cabe indicar, que con anterioridad y también ya siendo aún estudiante, Piracés realizaba sus primeras exposiciones individuales en el reconocido Museo de Arte Contemporáneo de Chile. El artista comenzó a expresar su talento en la disciplina de la Escultura, optando por cursar la especialización en esta área, titulándose con honores de dicha casa de estudios.
Ya en la década del 2000, Rodrigo Piracés se había convertido en un referente de las artes visuales, con 12 premios y distinciones en su disciplina, entre ellas El Concurso Nacional de Arte Joven de la Universidad de Valparaíso, Premio Ceres 2016, Premio Ceres 2020, la Medalla Bicentenario de Chile a su aporte a las Artes Visuales y Premio Regional de Artes Visuales "Eduardo Meissner" 2022. Con más de 20 exposiciones individuales destacándose; “Pasajeros de Neptuno” (1997) e “Instalación Plástica” (1998) en Hall Central de Museo de Arte Contemporáneo, “Soporte Inestable” (2008) en Museo de Bellas Artes de Chile. En cuanto a la región del Biobío destacó con las siguientes exposiciones individuales; “Huichipirichi Proyec” (2008) en Pinacoteca Universidad de Concepción, “Códice”(2009) en Artistas del Acero, “Objetual” (2009) Centro de Extensión Universidad del Biobío Chillán, “Pagano” (2015) Galería Universitaria Universidad de Concepción, “Versobjeto” (2018) Punto de Cultura Federico Ramírez.
En cuanto a las exposiciones colectivas el artista ha participado de 33 muestras de este tipo, siendo algunas de las más significativas; “Escultura Joven” (2000) Galería Arte Espacio Vitacura, “Sony Art Awards” (2000) Selección Catálogo en Alemania, “Arte en Rapanui” (2000) Corporación Cultural Tongariki Isla de Pascua, “V Bienal de Videos y nuevos medios” (2001) Museo de Arte Contemporáneo, “Artist`s of Chileans” (2012) Hall Edifice One Brickell Square Estados Unidos y “Esculturas en la Moneda” (2005) Patio de los Naranjos Casa de Gobierno La Moneda.
Igualmente, el artista ha sido relevante en la escultura pública, contando con 8 obras en estos espacios, destacándose; Barrio Bellavista de Santiago, casco histórico de Coquimbo y Santiago, además de sus obras de gran formato en el Campus de la Universidad de Concepción. Además, es el autor de la escultura del galardón de los Premios Regionales de Arte y Cultura región del Biobío. Paralelamente, el artista ha indagado de manera exitosa en la investigación del cruce entre poesía y artes visuales, desde allí han derivado 5 libros de autor; “Conjuro, estrategias y alucinaciones” (2010), “Palíndroma” (2012), “Pagano” (2017), “Versobjeto” (2018) y “Literatura y Artes Visuales en los artefactos de Nicanor Parra” (2017) editado y distribuido en Alemania y España.

## Trayectoria en docencia y Gestión Cultural

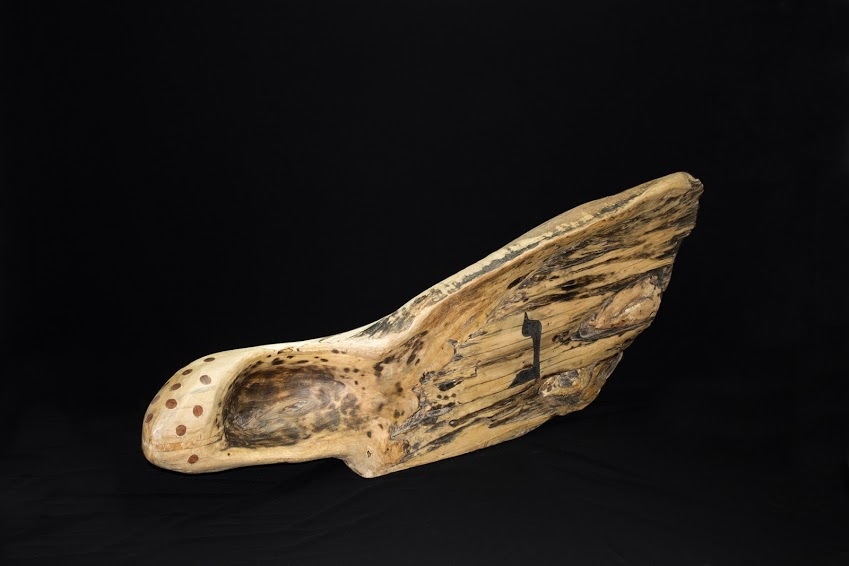
“Pagano”. Galería de Arte David Stichkin Universidad de Concepción. 2015

El gran recorrido de Rodrigo Piracés, le ha llevado a formar parte de la prestigiosa Escuela de Artes de la Universidad de Concepción desde el año 2006, donde se ha destacado por proponer asignaturas innovadoras desde su experiencia como artista visual, destacándose las cátedras vinculas a la escultura en todos sus lenguajes y la ejecución de proyectos ligados a las culturas. El señor Piracés cuenta con una vasta experiencia formadora que acumula 94 asignaturas semestrales realizadas a lo largo de 17 años dentro de la Escuela de Artes. Su vasta experiencia, creatividad y sentido social lo encaminó a fundar la primera revista de investigación en artes visuales del país llamada “Alzaprima”, vigente hasta hoy en día con 13 publicaciones anuales.

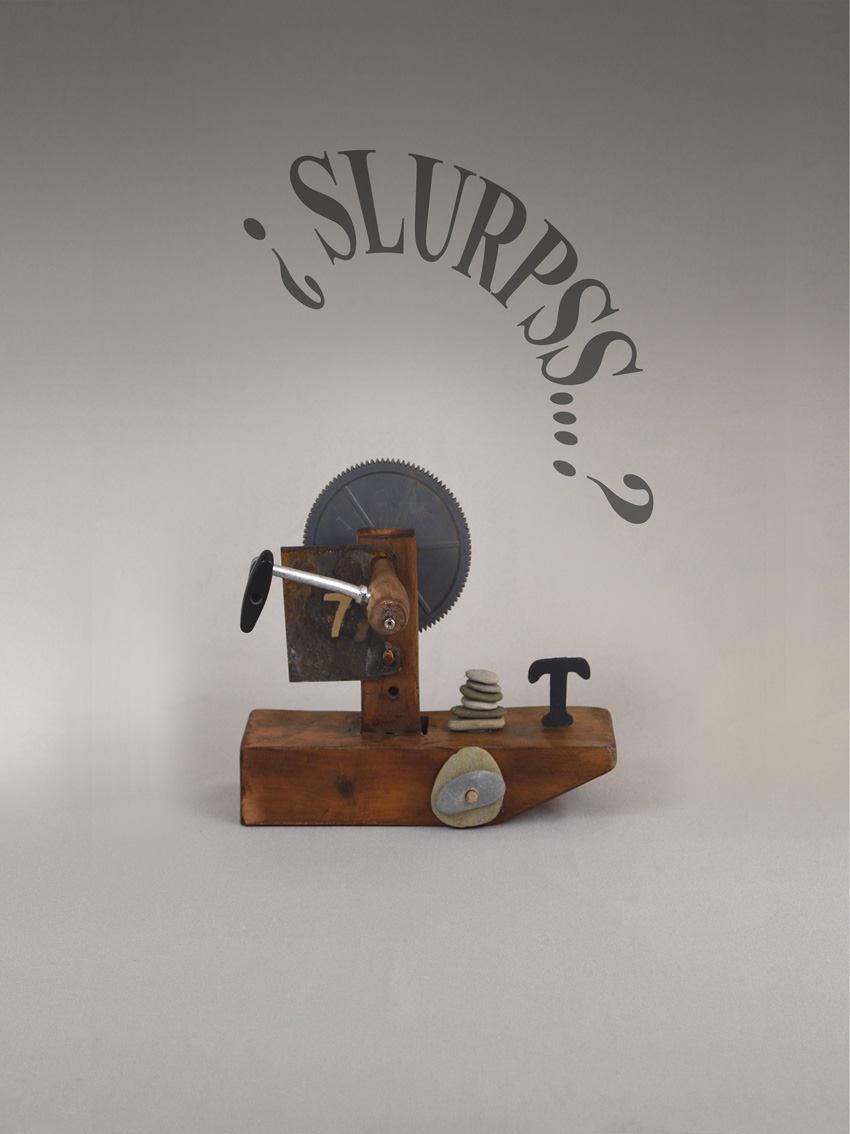
“Versobjeto”. Galería de Arte Punto de Cultura Federico Ramírez, 2018. Concepción, Chile.

Aun así, su amplio liderazgo lo llevó en primer momento a ser Director de la Escuela de Artes Plásticas de la Universidad de Concepción por 2 periodos consecutivos. Dicho liderazgo, experiencia y respeto por parte de sus pares y estudiantes lo llevó en 2018 a convertirse en el primer Escultor y segundo profesor de la Escuela de Artes en la dirección de extensión y Pinacoteca de la Universidad de Concepción, responsabilidad que ha desempeñado exitosamente hasta entonces. Abriendo espacio a la puesta en valor del trabajo de decenas de artistas regionales a través de muestras, y por sobre todo, la creación del programa “Casa del Arte” realizada por el artista, en el cual se documenta audiovisualmente el pensamiento crítico del artista junto a su obra, entrevistando hasta el momento a 50 artistas en su mayoría regionales en 50 programas transmitidos de libre acceso a la comunidad.
El docente, también, a lo largo de su carrera y a través de los medios de comunicación, radiales y escritos, ha aportado a la divulgación y conocimiento de las artes visuales por medio del programa “Por el Rabo del ojo” (2013–2016), transmitido por Radio Universidad de Concepción, y particularmente, mediante publicaciones de columnas y artículos mensuales en la sección cultural del Diario El Sur de Concepción, acumulando 16 artículos sobre el arte regional. Sumándose 8 curadurías y 10 participaciones como experto. En consecuencia, la carrera, trayectoria y excelencia de Rodrigo Piracés se puede comprobar en tres grandes áreas; artista visual, docente y gestor cultural. Lo que constituye una masiva e integral experiencia vinculación a la comunidad, creación y el desarrollo cultural de la región.

## Distinciones, selecciones y premios en las artes
- 1995: Premio “XVII Concurso Nacional de Arte Joven”. Universidad de Valparaíso. Chile.
- 1996: Mención de Honor. Ilustre Municipalidad de Viña del Mar. Chile.
- 1996: Mención Honrosa. 3.º Concurso de Pintura Esucomex. “Pintando Santiago”. Chile.
- 1999: Beca Fondart. Proyecto Colectivo Escultórico Urbano.
- 2000: Selección Salón Anual de Estudiantes 2000. Proyecto “Gemelas”. Museo de Arte Contemporáneo. Chile.
- 2000: Selección Catálogo Sony Art Awards 2000. Concurso Internacional de Facultades de Arte. Berlín, Alemania.
- 2000: Beca Fondart. Proyecto Acción 2 Colectivo Escultórico Urbano.
- 2001: Selección “V Bienal de Video y Nuevos Medios”. Proyecto “Cero”. Video Instalación. Museo de Arte Contemporáneo, Universidad de Chile.
- 2006: Segundo Lugar. Concurso de Arte Público. Ministerio de Obras Públicas de Chile. Escuela “La Villa” Comuna de Los Sauces. Novena Región.
- 2010: Medalla Bicentenario de Chile. Consejo Nacional de La Cultura y Las Artes de Chile.
- 2016: Premio Ceres. “Pagano” Mejor Exposición de los años 2014–2015. Escultura. Región del Biobío, Chile.
- 2020: Premio Ceres. “Versobjeto” Mejor Exposición de los años 2018–2020. Escultura. Región del Biobío, Chile.
- 2022: Premio Regional de Artes Visuales "Eduardo Meissner" 2022, Seremi de las Culturas, las artes y el patrimonio en conjunto con la Gobernación del Biobío.

## Exposiciones individuales

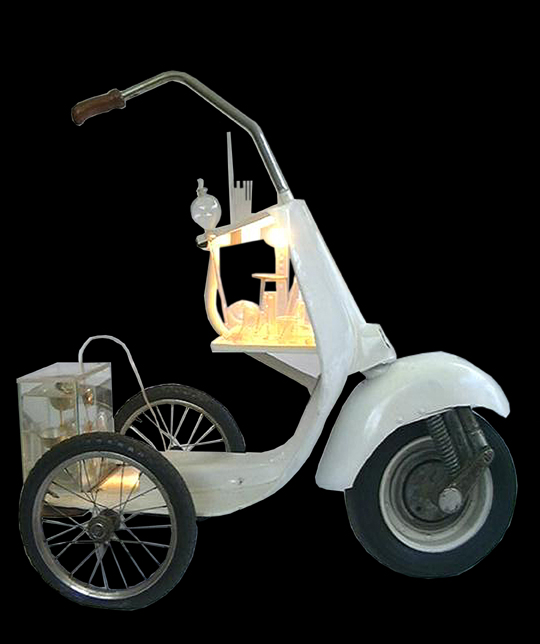
“Soporte Inestable”. Museo Nacional de Bellas Artes. Sala Chile, periodo julio – agosto 2008. Artefactos Mecánicos. Santiago, Chile.

- “Soporte Inestable”. Museo Nacional de Bellas Artes. Sala Chile, periodo julio – agosto 2008. Artefactos Mecánicos. Santiago, Chile.1990: “De Eclipse con Luto”. Sindicato N#1 de Trabajadores de Madeco. Comuna de San Miguel, Santiago, Chile.
- 1992: “Pausa de un Silencio Dormido”. Galería 25. Barrio Bellavista. Comuna de Recoleta, Santiago, Chile.
- 1992: “En el Rastro”. Publicación &amp; instalación. Parque de la Comuna de Quinta Normal. Santiago, Chile.
- 1993: “Los seis Peldaños”. Pintura, Poesía e Instalación. Centro Cultural de La Reina. Santiago, Chile.
- 1994: “XVIII Parlamentos de la Brújula”. Esculturas de Gran Formato, Pintura, Poesía e Instalación. Casa de la Cultura de Ñuñoa. Santiago, Chile.
- 1995: “Seis orígenes Dispersos”. Pintura e Instalación. Galería de Arte Bucci. Santiago, Chile.
- 1997: “Pasajeros de Neptuno”. Instalación Hall Central. Salas Ala Sur. Pinturas, Esculturas y Objetos. Museo de Arte Contemporáneo. Santiago, Chile.
- 1998: “Instalación Plástica”. Instalación Sala Segundo Piso. Paja, Circuito de Sonido, Luz y Adobe. Museo de Arte Contemporáneo. Santiago, Chile.
- 1999: “Acción Instalación Arroba”. Longitud 70° y Latitud 30°. Valle del Elqui. IV región. Chile.
- 1999: “Aquí descansa la idea”. Escultura Cerámica. Cima La Coipita, sector de Alta Cordillera Valle del Elqui (4060 metros sobre el nivel del mar). IV Región, Chile.
- 2002: “Kármica”. Galería Nemesio Antúnez. Estación Metro Cal y Canto. Intervención Espacial. Compañía de Metro S. A. Santiago, Chile.
- 2004: “Kármica - Proyecto Quintral”. Intervención urbana en el centro de Santiago. Calle Ismael Valdés Vergara con Miraflores. 300 aspas colgadas en el antiguo cableado del trole. Chile.
- 2004: “T. L. C. International Sopaipilla S. A.” Metro Estación Baquedano. Esculturas en movimiento mediante motores y sensores. Santiago, Chile.

Trabajos recientes de Rodrigo Piracés que aún no se han exhibido

- 2008: “Soporte Inestable”. Museo Nacional de Bellas Artes. Sala Chile, periodo julio - agosto. Artefactos Mecánicos. Santiago, Chile.
- 2009: “Códice”. Corporación Cultural Artistas del Acero. Concepción, Chile.
- 2009: “Objetual”. Sala Marta Colvin. Centro de Extensión Universidad del Biobío. Chillán, Chile.
- 2014: “Masaj”. Galería de Arte Universitaria. Intervención “Galería Vitrina Móvil”. Concepción, Chile.
- 2015: “Pagano”. Galería de Arte David Stichkin de Universidad de Concepción. Chile.
- 2018: “Versobjeto”. Galería de Arte Punto de Cultura Federico Ramírez. Concepción, Chile.

## Exposiciones colectivas

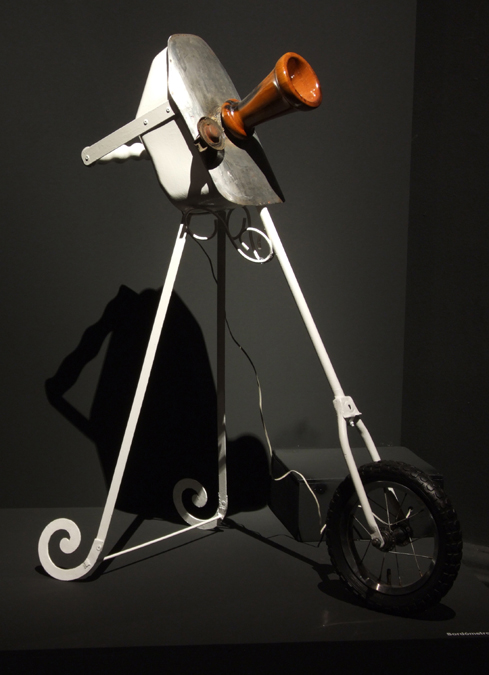
“Soporte Inestable”. Museo Nacional de Bellas Artes. Sala Chile, periodo julio – agosto 2008. Artefactos Mecánicos. Santiago, Chile.

- 1989:“Bye-Bye Mapocho”. Centro Cultural Mapocho. Santiago Centro, Chile.
- 1993:“Salón Nacional de Escultura”. Parque Intercomunal de La Reina. Chile.
- 1995:“XVII Concurso Nacional de Arte Joven”. Universidad de Valparaíso. Finalistas Sala El farol, Chile.
- 1996:“XVIII Concurso Nacional de Arte Joven”. Universidad de Valparaíso. Finalistas Sala El Farol, Chile.
- 1996:“Artistas premiados 3er Concurso de Pintura Esucomex”. Galería Lawrence – Esucomex. Santiago, Chile.
- 1996:Concurso de pintura “Almacenes París”. Finalistas. Plaza Lyon. Providencia. Chile.
- 1998:“Esculturas en San Bernardo”. Docentes y alumnos destacados De la Universidad de Chile. Parque Municipal García de la Huerta. Chile.
- 1998:“1er Simposio de Escultura Facultad de Artes Universidad de Chile”. Museo Nacional de Bellas Artes. Santiago.
- 1999:“Esculturas en el Castillo”. Ilustre Municipalidad de Macul. Chile.
- 1999:“De la palabra a la imagen”. Alumnos destacados cátedra de Estética Margarita Schultz. Sala Juan Egenau. Facultad de Artes. Universidad de Chile.
- 1999:“Vestigios”. Centro Cultural Mistral. Muestra Inaugural. Esculturas y Tapices. Santiago, Chile.
- 1999:“Arte - Diseño”. Escuela de Diseño Universidad Diego Portales. Santiago, Chile.
- 2000:“Salón anual de Estudiantes 2000”. Museo de Arte Contemporáneo de la Universidad de Chile. Proyecto seleccionado “Gemelas”.
- 2000:“Encuentro Nacional de Escultores”. Casona del Cabildo. La Reina. Chile.
- 2000:“Escultura joven”. Galería Arte Espacio. Vitacura, Chile.
- 2000:“Sony Art Awards 2000”. Concurso Internacional de Facultades de Arte. Selección Catálogo. Berlín. Alemania.
- 2000: “Paisaje, Materia, Espacio”Exposición de Escultura. alumnos, egresados y académicos. Universidad de Chile. Ilustre Municipalidad de Macul. Chile.
- 2000: “Esculturas de Jardín”. Galería Ana María Matthey. Vitacura, Chile.
- 2001: “Arte en Rapa Nui”. Corporación Cultural Tongariki. Isla de Pascua, Chile.
- 2001: “V Bienal de Video y Nuevos Medios”. Proyecto “Cero” (video instalación). Museo de Arte Contemporáneo de la Universidad de Chile.
- 2002: “Artist’s of Chileans”. Hall Edifice One Brickell Square. Estado de Florida, Miami. Estados Unidos.
- 2003: “2.º Recorrido Arte, Cultura y Salud”. Centro Cultural San José. Independencia, Chile.
- 2003: “Color Vivo”. Cuerpos Pintados. Centro Cultural Municipal. Quilicura, Chile.
- 2003: “Rosa de los vientos”. C. A. V. S. Centro de Artes Visuales de Santiago. Chile.
- 2003: “Juguete de Artista II”. Galería Cecilia Palma. Alonso de Córdova, Vitacura. Chile.
- 2004: “La infancia de Neruda”. Metro Estación Quinta Normal. Explanada boleterías. Esculturas en Gran Formato.
- 2004: “Mujeres en la memoria”. Exposición Ministerio de Obras Públicas de Chile. Museo de la Solidaridad Salvador Allende.Archivo:“Eólica 1 y 2” - Escultura Química UdeC. Rodrigo Piracés.jpg“Eólica 1 y 2”. Esculturas Eólicas Cinéticas en gran formato. Facultad de Ciencias Químicas, 2017. Universidad de Concepción, Chile.

“Eólica 1 y 2”. Esculturas Eólicas Cinéticas en gran formato. Facultad de Ciencias Químicas, 2017. Universidad de Concepción, Chile.

- 2005: “Esculturas en la Moneda”. Patio Los Naranjos Casa de Gobierno de Chile, La Moneda.
- 2005: “Las siete diferencias”. Museo Benjamín Vicuña Mackenna. Santiago Centro, Chile.
- 2012: “Profesores por la educación”Galería Sala Universitaria. Profesores del Departamento de Artes. Universidad de Concepción, Chile.
- 2014: “Laboratorio de Escultura”Patio Central. Facultad de Ciencias Químicas. Universidad de Concepción. Chile.
- 2015: “Premiados concurso Ceres”. Espacio Marina del Sol, Concepción. Chile.
- 2021: “Simplemente Cosas”. Obras pertenecientes a la Colección del Museo de Bellas Artes, Chile.

## Obras en espacios públicos

“Exorcismo”. Obra Eólica de gran formato. Parque Gomez Rojas. Barrio Bellavista. Recoleta, Santiago. Fondart año 2000.

- 1999: “Por aquí pasa la idea”. Escultura Monumental. Parque Las Rosas. Conchalí. Santiago. Fondart 1999.
- 1999: “Kines”. Escultura Eólica de gran formato. Escuela de Cine de Chile. Macul, Santiago.
- 2000: “Exorcismo”. Obra Eólica de gran formato. Parque Gomes Rojas. Barrio Bellavista. Recoleta, Santiago. Fondart 2000.
- 2002: “Eqüs”. Obra Eólica de gran formato. Fundación Delia del Carril. Casa Michoacán. La Reina. Santiago.
- 2005: “Esculturas Personajes Históricos Barrio Inglés”. Casco Histórico de la Ciudad de Coquimbo, Cuarta Región, Chile.
- 2013: “Átomo Demócrito”. Obra Cinética en gran formato. Facultad de Ciencias Químicas. Universidad de Concepción. Chile.
- 2017: “Eólica 1 y 2”. Esculturas Eólicas Cinéticas en gran formato. Facultad de Ciencias Químicas. Universidad de Concepción, Chile.
- 2017: Escultura pequeño formato de Galardón del Premio Regional de Arte y Cultura. Región del Biobío, Chile.

## Curadurías
- 2008: Curador. Exposición “Escultórica”. Galería Centro Cultural Balmaceda Arte Joven. Concepción, Chile.
- 2014: Curador. Exposición “Materia: laboratorio de Escultura”. Patio Interior Facultad de Ciencias Químicas de la Universidad de Concepción, Chile.
- 2016: Curador. Exposición “Volúmenes: química, arte y conocimiento”. Patio Interior Facultad de Ciencias Químicas de la Universidad de Concepción, Chile.
- 2016: Curador. Exposición “El relato de la forma”. Sala Biblioteca Viva Mall Plaza del Trébol. Talcahuano, Chile.
- 2016: Curador. Exposición “Tres miradas de un yo”. Sala de exposiciones Biblioteca Viva mirador Biobío, Concepción, Chile.
- 2019: Curador. Exposición “Universal Sur: imagen, razón y emoción”. Sala Hall Teatro Universidad de Concepción, Chile.
- 2020: Curador. Exposición “Ojo Poético”. Sala CAP, Pinacoteca de la Universidad de Concepción, Chile.
- 2022: Curador. Exposición “Generación del 13: una colección, un catalogo y una Pinacoteca”. Palacio Baburizza. Viña del Mar, Chile.

## Libros
- 2010: Autor. “Conjuros, estrategias y alucinaciones”. Poesía, 68 páginas. Editorial Al Aire Libros, Tomé, Chile.
- 2012: Autor. “Palíndromo”. Poesía Visual, 140 páginas. Editorial Literatura Americana Reunida. Concepción, Chile.
- 2017: Autor. “Pagano”. Poesía Visual, 120 páginas. Editorial Al Aire Libros. Tomé. Chile.
- 2017: Autor. “Literatura y artes visuales en los artefactos de Nicanor Parra: Fricción entre poesía y escultura objetual. La disolución de los límites en las disciplinas del arte”. Edition Spanish Academic. 76 páginas. Berlín, Alemania.
- 2018: Autor. “Versobjeto”. Poesía Visual, 183 páginas. Editorial Cosmigonon. Concepción, Chile.
- 2022: Prólogo. “La Morada de la luz”. Autor Pedro Zamorano, 110 páginas. Editorial Universidad de Concepción, Chile.

## Publicaciones, artículos
- 2016: Autor. “La tradición paisajística del campus: Patrimonio de la Universidad”. Publicado en Revista Patrimonio. Universidad de Concepción, Chile.
- 2020: Autor. “José Clemente Orozco: Epopeya social y pintura como discurso público”. Sección cultural, Diario El Sur. Concepción, Chile.
- 2021: Autor. “Utopías: dos mundos posibles de Julio Escámez”. Sección cultural, Diario El Sur. Concepción, Chile.
- 2021: Autor: “Escámez y Venturelli: asombro, afinidad y aprecio”. Sección cultural, Diario El Sur. Concepción, Chile.
- 2021: Autor. “Política de mirada: 56 años del mural Presencia de América Latina”.Sección cultural, Diario El Sur. Concepción, Chile.
- 2021: Co-autor. “Jorge Sánchez: el pintor de Hualqui”. Sección cultural, Diario El Sur. Concepción, Chile.
- 2021: Autor. “La estatua del General Baquedano”. Sección cultural, Diario El Sur. Concepción, Chile.
- 2021: Autor. “Arte y catástrofe: sobre el Memorial del 27/F”.Sección cultural, Diario El Sur. Concepción, Chile.
- 2022: Autor. “Rafael Ampuero: el artista que legó una gran obra y más por hacer”. Sección cultural, Diario El Sur. Concepción, Chile.
- 2022: Autor. “Coco Piérat: una mirada que se propone en el haikus”. Sección cultural, Diario El Sur. Concepción, Chile.
- 2022: Autor. “La resistencia del grabado en el transcurso del tiempo”. Sección cultural, Diario El Sur. Concepción, Chile.
- 2022: Autor. “Guayasamín: un abrazo Latinoamericado”. Sección cultural, Diario El Sur. Concepción, Chile.
- 2022: Autor. “El patrimonio visual de la Generación del 13”.Sección cultural, Diario El Sur. Concepción, Chile.
- 2022: Autor. “Victor Jara: soy un trabajador de la música”. Sección cultural, Diario El Sur. Concepción, Chile.
- 2022: Autor. “Ritus, Penetrum.”. Sección cultural, Diario El Sur. Concepción, Chile.